# Doğan Yarıcı
 (février 2024).
La mise en forme du texte ne suit pas les recommandations de Wikipédia : il faut le « wikifier ».
Les points d'amélioration suivants sont les cas les plus fréquents. Le détail des points à revoir est peut-être précisé sur la page de discussion.
- Les titres sont pré-formatés par le logiciel. Ils ne sont ni en capitales, ni en gras.
- Le texte ne doit pas être écrit en capitales (les noms de famille non plus), ni en gras, ni en italique, ni en « petit »…
- Le gras n'est utilisé que pour surligner le titre de l'article dans l'introduction, une seule fois.
- L'italique est rarement utilisé : mots en langue étrangère, titres d'œuvres, noms de bateaux, etc.
- Les citations ne sont pas en italique mais en corps de texte normal. Elles sont entourées par des guillemets français : « et ».
- Les listes à puces sont à éviter, des paragraphes rédigés étant largement préférés. Les tableaux sont à réserver à la présentation de données structurées (résultats, etc.).
- Les appels de note de bas de page (petits chiffres en exposant, introduits par l'outil «  Source ») sont à placer entre la fin de phrase et le point final[comme ça].
- Les liens internes (vers d'autres articles de Wikipédia) sont à choisir avec parcimonie. Créez des liens vers des articles approfondissant le sujet. Les termes génériques sans rapport avec le sujet sont à éviter, ainsi que les répétitions de liens vers un même terme.
- Les liens externes sont à placer uniquement dans une section « Liens externes », à la fin de l'article. Ces liens sont à choisir avec parcimonie suivant les règles définies. Si un lien sert de source à l'article, son insertion dans le texte est à faire par les notes de bas de page.
- La présentation des références doit suivre les conventions bibliographiques. Il est recommandé d'utiliser les modèles {{Ouvrage}}, {{Chapitre}}, {{Article}}, {{Lien web}} et/ou {{Bibliographie}}. Le mode d'édition visuel peut mettre en forme automatiquement les références.
- Insérer une infobox (cadre d'informations à droite) n'est pas obligatoire pour parachever la mise en page.

Pour une aide détaillée, merci de consulter Aide:Wikification.
Si vous pensez que ces points ont été résolus, vous pouvez retirer ce bandeau et améliorer la mise en forme d'un autre article.
 (février 2024).
Doğan Yarıcı est un poète et écrivain turc.

## Biographie
Il est né le 1er juin 1967 dans le quartier de Beykoz à Istanbul.
Son premier livre d'histoires, Evlâ, a été publié en 1993, et son deuxième livre d'histoires, Kemik, a été publié en 1994. Il a reçu le prix Yaşar Nabi Nayır en 1994 avec son livre intitulé Kemik. Ses histoires, poèmes et essais ont été publiés dans les magazines Varlık, Çalıntı, Adam Öykü, Sanat Dünyanız, Sanat Olayı, Kitap-lık et le journal Cumhuriyet. Il a joué et mis en scène dans des théâtres privés. Il a travaillé comme scénariste et rédacteur publicitaire. Entre 1985 et 1988, il a travaillé comme acteur et assistant metteur en scène au théâtre Hodri Meydan Levent Kırca et au théâtre Masal Gerçek (1988-1990). En 1990, il adapte et réalise le poème Baleine et mandarin de Fazıl Hüsnü Dağlarca. Il a scénarisé la célèbre histoire de Gogol, Le Nez. En 2014, il a remporté le prix du roman de l'Université d'Ankara avec son roman "Her Aşk Gibi Yarım".
On voit que l'auteur inclut dans ses œuvres la conscience fluide, l'imagination, la solitude, la mort, la sexualité et la perversion,,.

## Livres
| Kemik                         | 1994 |
| Aşk ve Şair                   | 1995 |
| Gece Kelebekleri              | 2004 |
| Kıyıda                        | 2007 |
| O Boşluk                      | 2012 |
| Her Aşk Gibi Yarım            | 2013 |
| İs Odası                      | 2014 |
| Hodan Terk Edilmiş Sofralar 1 | 2019 |
| Miyop                         | 2022 |